# Jan Ludevít Procházka
Jan Ludevít Procházka (Klatovy, 14 d'agost de 1837 - Praga, 19 de juliol de 1888) fou un compositor, pianista i crític musical bohemi. Hi ha moltes dades a favor de que pogués ser el pare del també compositor i musicògraf Rudolph von Procházka (1864-1936).
Residí molts anys a Hamburg treballant com a mestre de cant, i deixà alguns lieder i cors molt apreciables. Però principalment es distingí com a propagador de la música del seu país i organitzador d'entitats musicals a Praga.